# Lasioglossum dynastes
Lasioglossum dynastes is een vliesvleugelig insect uit de familie Halictidae. De wetenschappelijke naam van de soort is voor het eerst geldig gepubliceerd in 1898 door Bingham.